# Наматанаї
Наматанаї — місто в острівній провінції Нова Ірландія в Папуа-Новій Гвінеї. Це другий за величиною населений пункт на острові, з’єднаний Болумінським шосе з найбільшим містом та столицею провінції Кавіенг (264 км на північний захід). За оцінками 2005 року мав населення 1300 осіб. Це резиденція LLG Namatanai Rural. 
В часи Німецької Нової Гвінеї Наматанаї був важливою станцією. Сьогодні готель Наматанаї розташований на вершині старої будівлі Німецького вокзалу. 28 січня 1943 року японські війська на Гойя Мару висадилися в Наматанаї та обшукали станцію, але не знайшовши австралійських військ покинули місто. 15 червня 1943 року, китаєць Леон Чеунг був публічно розстріляний у місті. Наматанаї має невеликий аеродром з кодом IATA ATN. 
Щороку у серпні в місті проходить фестиваль масок Наматанаї.